# 츠레스

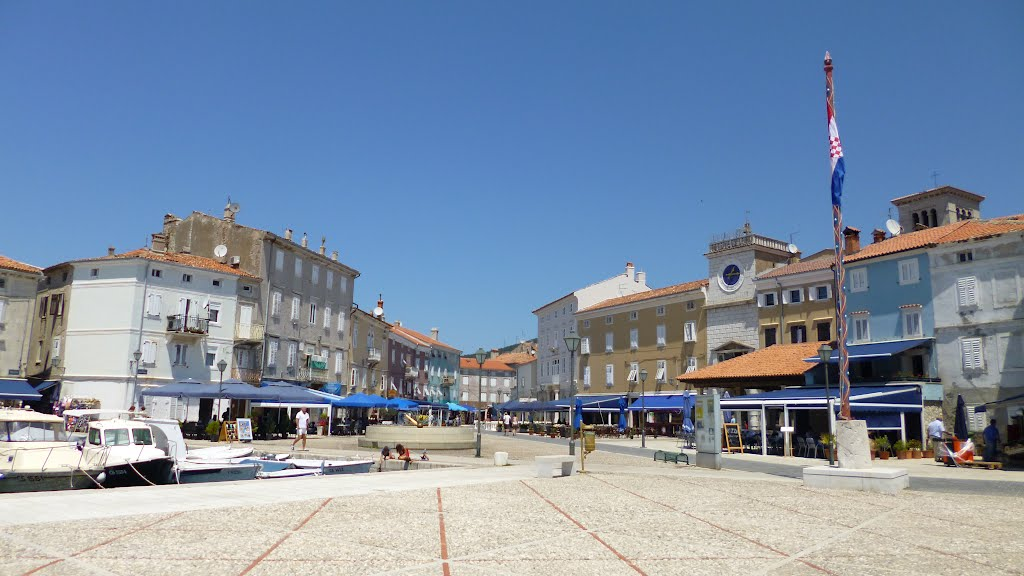
츠레스 시가지

츠레스(크로아티아어: Cres)는 크로아티아 프리모레고르스키코타르주에 위치한 도시로 인구는 2,959명(2011년 기준)이다. 츠레스섬에 위치한다.